# Трайвертайзинг
Трайвертайзинг (англ. tryvertising, від англ. try — «спробувати» і англ. advertising — «реклама») — рекламний інструмент, особливий метод маркетингу, який полягає в тому, що виробник дає потенційному покупцеві можливість вивчити всі особливості товару завдяки тестовому використанню і вирішити, чи хоче він його купувати.

## Суть та мета
Метою трайвертайзингу може бути не лише покупка продукції, а підвищення впізнаваності бренду, поліпшення лояльності та довіри до бренду, тобто зробити все можливе, щоб продукт сподобався клієнту, й він залишив про нього позитивний відгук та порекомендував іншим.
Трайвертайзинг — явище нове поняття і напрямок, що не має повноцінного наукового обґрунтування, однак його специфічні властивості близькі до певних функцій брендингу, маркетингу вражень, латерального маркетингу та інших напрямків, суть яких пов'язана зі стимулюванням збуту. 
Якщо розглядати місце трайвертайзингу в системі маркетингових комунікацій, то, з погляду класичного підходу, він належить до синтетичних засобів маркетингових комунікацій, оскільки містить елементи особистих продажів і брендингу. Метод заснований на психологічних особливостях сприйняття споживача, використовує його емоційний бік, тягу до нового, цікавість; звертається до тактильних властивостей людського організму як до одного зі способів отримання інформації, за допомогою якого можна всебічно дослідити товар.

### Приклади
- Мережі офіційних магазинів Apple Store, де відвідувачі можуть детально ознайомитися з технікою компанії. Усі комп'ютери виставлено так, що потенційний покупець можете вільно вивчити можливості Mac OS, послухати музику в iPod або спробувати MultiTouch-інтерфейс iPhone.
- Шведська компанія IKEA — у багатьох фірмових магазинах, де продають меблі IKEA, створено зони-кімнати, у яких можна не тільки приготувати щось на кухні, посидіти за столом, а й випробувати дивани та оцінити комфорт і якість.[1]